# Gammaropsis longicantha
Gammaropsis longicantha is een vlokreeftensoort uit de familie van de Photidae. De wetenschappelijke naam van de soort is voor het eerst geldig gepubliceerd in 1966 door Mateus & Mateus.